# سالي إيتون
سالي إيتون (بالإنجليزية: Sally Eaton)‏ هي ممثلة أمريكية، ولدت في 6 أبريل 1947 في وارن في الولايات المتحدة.

## وصلات خارجية
- سالي إيتون على موقع ميوزك برينز (الإنجليزية)
- سالي إيتون على موقع قاعدة بيانات برودواي على الإنترنت (الإنجليزية)
- سالي إيتون على موقع أول ميوزيك (الإنجليزية)
- سالي إيتون على موقع ديسكوغز (الإنجليزية)